# Municipio de Shelby (Minnesota)
El municipio de Shelby (en inglés: Shelby Township) es un municipio ubicado en el condado de Blue Earth en el estado estadounidense de Minnesota. En el año 2010 tenía una población de 265 habitantes y una densidad poblacional de 2,86 personas por km².

## Geografía
El municipio de Shelby se encuentra ubicado en las coordenadas 43°53′10″N 94°10′47″O / 43.88611, -94.17972. Según la Oficina del Censo de los Estados Unidos, el municipio tiene una superficie total de 92.54 km², de la cual 91,08 km² corresponden a tierra firme y (1,58 %) 1,46 km² es agua.

## Demografía
Según el censo de 2010, había 265 personas residiendo en el municipio de Shelby. La densidad de población era de 2,86 hab./km². De los 265 habitantes, el municipio de Shelby estaba compuesto por el 97,36 % blancos, el 0,38 % eran afroamericanos, el 1,13 % eran asiáticos y el 1,13 % eran de una mezcla de razas. Del total de la población el 0,75 % eran hispanos o latinos de cualquier raza.